# Cuando los hijos de Eva no son los hijos de Adán
Cuando los hijos de Eva no son los hijos de Adán es una obra de teatro en tres actos de Jacinto Benavente, estrenada en 1931.

## Argumento
La obra relata el drama de la familia de Carlos Werner, músico judío alemán residente en Suiza, al que rodea Esther, la madre de sus hijas Felicitas y Amada, una tercera hija, fruto de otra relación y Jacob, hijo de Esther y Samuel Garner, pese a que ella lo desconoce. La tragedia estalla cuando se consuma la relación incestuosa (por desconocimiento de ambos) entre Felicitas y Jacob.

## Estreno
- Teatro Calderón (Madrid), Madrid, 5 de noviembre de 1931. 76 representaciones.
  - Intérpretes: Emilio Thuillier (Carlos), Rosario Pino (Esther), Josefina Tapias (Felicitas), Alejandrina Caro (Myriam), Mari Carmen Prendes (Beatriz), Antonio Armet (Jacob), Amelia de la Torre (Amada).

La obra se repuso en 1949 en el Teatro Beatriz de Madrid, con interpretación de Ana Adamuz.